# José da Gama Carneiro e Sousa
José Manuel Inácio da Cunha e Meneses da Gama e Vasconcelos Carneiro de Sousa Portugal e Faro, (Lisboa, 12 de Janeiro de 1788 — Lisboa, 24 de Outubro de 1849), 4.º conde de Lumiares e 15.º senhor de Vimieiro, foi brigadeiro dos reais exércitos portugueses e veador da  Fazenda da casa da rainha D. Maria II, par do Reino, ministro de Estado, e presidente do Conselho de Ministros (cargo equivalente ao do actual primeiro-ministro de Portugal).

## Biografia
José da Gama Carneiro e Sousa nasceu em Lisboa a 12 de Janeiro de 1788, filho do 3.º conde de Lumiares, Manuel Inácio da Cunha e Menezes (1742-1791) e de D. Maria do Resgate Carneiro Portugal da Gama Vasconcelos de Sousa e Faro (1771-1823).
Tendo-se alistado no Exército, combateu na Guerra Peninsular, e quando terminou a campanha, foi-lhe conferida a medalha com o algarismo n.º 3, e a de comando de Albuera.
Posteriormente, sendo coronel do Regimento de Infantaria n.º 1, foi no fim do ano de 1826 promovido a brigadeiro. Nesse mesmo ano, outorgada a Carta Cosntitucional, em foi feito par do Reino.
Tendo aderido ao partido liberal, foi vogal do supremo Conselho Militar que foi formado na ilha Terceira, depois comandante da brigada inglesa e dos voluntários nacionais no Cerco do Porto, e presidente do Conselho de Guerra permanente durante a duração daquele cerco.
Em 1836 foi escolhido para presidente do Conselho de Ministros, no gabinete que se organizou em seguida à revolução de Setembro, e nessa situação se conservou, acumulando também as pastas da guerra a da marinha, até ao movimento da Belenzada, em Novembro daquele ano de 1836.
Em 1837 foi eleito deputado substituto às Cortes pelo círculo de Lisboa, tendo prestado juramento a 25 de Janeiro de 1837. Foi esta a sua única passagem pela Câmara dos Deputados, mas teve uma longa carreira na Câmara dos Pares.
Entre 1835 e 1836 foi o 3.º Grão-Mestre interino do Oriente Saldanha ou Maçonaria do Sul.

## Casamento e Descendência
O conde de Lumiares casou a 15 de Agosto de 1807 com D. Luísa Henriqueta de Menezes da Silveira e Castro, dama da rainha D. Maria I de Portugal e filha do 1.º marquês de Valada, D. Francisco de Menezes da Silveira e Castro.
Tiveram os seguintes filhos:
- D. José Félix da Cunha e Menezes, 5.º conde de Lumiares (2 de julho de 1808 - 1 de dezembro de 1843);
- D. Francisco da Cunha e Menezes (8 de junho de 1809 - ?);
- D. Manuel da Cunha e Menezes (13 de junho de 1812 - 27 de novembro de 1850);
- D. Luís da Cunha e Menezes (2 de outubro de 1814 - Mercês (Lisboa), 1 de dezembro de 1877);
- D. Carlos da Cunha e Menezes (21 de outubro de 1815 - 15 de janeiro de 1871);
- D. Maria Nazareno da Cunha e Menezes (31 de julho de 1821 - ?).

## Morte

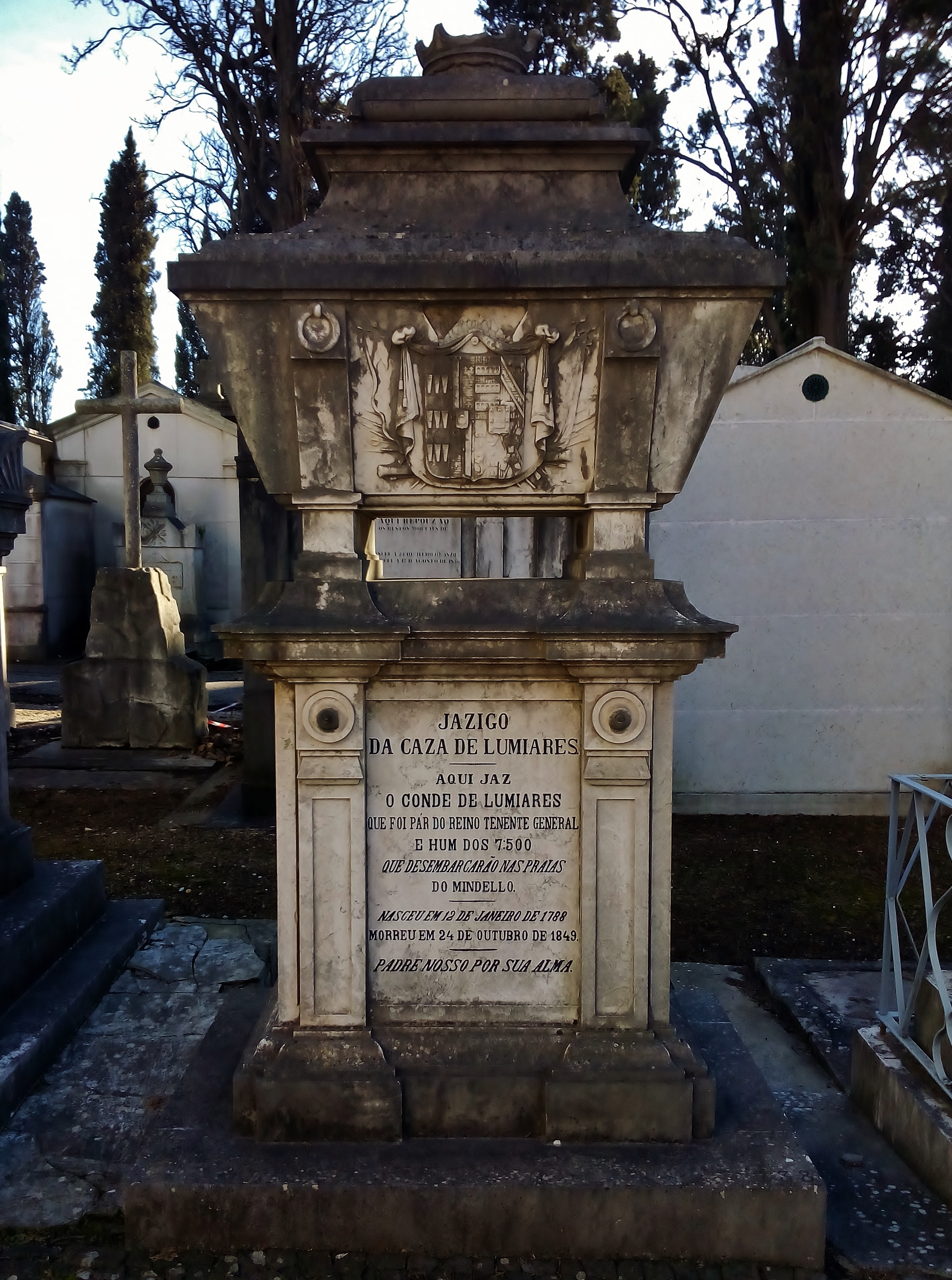
Jazigo do Conde de Lumiares, no Cemitério dos Prazeres

Faleceu em Lisboa a 24 de Outubro de 1849, aos 61 anos, no palácio dos Condes de Lumiares sito na Travessa da Glória, Nº1, da freguesia de São José (Lisboa), onde nasceu, com a patente de marechal-de-campo. Foi a sepultar no dia seguinte ao jazigo de família no Cemitério dos Prazeres.